# Wodnik-Klasse
Die Schulschiffe der Wodnik-Klasse (Projekt 888) sind eine Weiterentwicklung der ebenfalls auf der Nord-Werft in Danzig für die sowjetische Marine gebauten Vermessungsschiffe der Moma-Klasse (Projekt 861).

## Einheiten
- Wodnik (251)

- Gryf (252)

- Wilhelm Pieck (S61)

- Luga[1]

Die Luga wurde benannt nach dem gleichnamigen Fluss und am 31. März 1977 für die Baltische Flotte in Dienst gestellt. Der Heimathafen war Baltijsk. Nach ihrer Außerdienststellung wurde sie im Jahr 2006 in Kronstadt abgebrochen.
Die Luga hatte keine Bewaffnung und unterschied sich von den ersten drei Schiffen des Projekts durch einen achterlicheren Hauptmast. Die Schiffsbesatzung bestand aus 56 Mann und 93 Schülern.
- Oka[2]

Die Oka wurde ebenfalls nach einem Fluss benannt und am 24. Mai 1977 für die Kaspische Flottille in Dienst gestellt. Bei der Aufteilung der Flottille zwischen Russland und Aserbaidschan ging das Schiff am 16. Juli 1992 an die aserbaidschanische Marine und ist dort jetzt mit der Rumpfnummer T 710 im Dienst. Der Heimathafen ist Baku. Seit der Übernahme ist das Schiff mit einer 37-mm-Doppelflak W-11M und zwei 25-mm/L70-Doppellafetten bewaffnet.